# Weiher am Syen-Venn
Der Weiher am Syen-Venn ist ein Naturschutzgebiet in den niedersächsischen Gemeinden Quendorf und Isterberg in der Samtgemeinde Schüttorf im Landkreis Grafschaft Bentheim.

## Allgemeines
Das Naturschutzgebiet mit dem Kennzeichen NSG WE 283 ist rund 28 Hektar groß. Das 9,52 Hektar große, gleichnamige FFH-Gebiet ist Bestandteil des Naturschutzgebietes. Das Naturschutzgebiet steht seit dem 21. Juli 2016 unter Schutz. Die Unterschutzstellung dient auch als Ausgleichsmaßnahme für den Bau der A 30. Zuständige untere Naturschutzbehörde ist der Landkreis Grafschaft Bentheim.

## Beschreibung
Das Naturschutzgebiet liegt in etwa zwischen Nordhorn und Bad Bentheim südlich des Naturschutzgebietes „Syen-Venn“. Es stellt zwei nährstoffarme bis mäßig nährstoffreiche Kleingewässer mit Strandling-Gesellschaften und einem großen Froschkrautvorkommen sowie Vorkommen von Flutendem Sellerie, Flutender Moorbinse, Vielstängeliger Sumpfsimse, Sumpfjohanniskraut, Pillenfarn und Reinweißem Wasserhahnenfuß unter Schutz. Die Kleingewässer sind Lebensraum von Moorfrosch und Schwarzer Heidelibelle. Die Gewässer liegen innerhalb von extensiv bewirtschafteten Wiesen und Weiden in einem großflächigen Grünlandgürtel, das das Naturschutzgebiet „Syen-Venn“ umgibt. Die Flächen gehören vollständig dem Landkreis Grafschaft Bentheim. Die Grünlandbereiche dienen den Kleingewässern als Pufferzone gegen Nährstoffeinträge. Sie werden teilweise von artenreichen Nasswiesen mit Seggen und Binsen und Übergängen zu Seggenrieden geprägt. Die Grünlandbereiche im Naturschutzgebiet haben eine Bedeutung für verschiedene Wiesenvögel. Weiterhin ist der Neuntöter im Naturschutzgebiet heimisch.
Während des Vogelzugs wird das Gebiet u. a. von Großem Brachvogel, Kiebitz, Bekassine, Zwergschnepfe, Waldwasserläufer, Knäkente, Krickente, Löffelente, Raubwürger, Wiesenpieper und Schwarzkehlchen aufgesucht.
Das Naturschutzgebiet ist zu einem großen Teil von Grünlandbereichen des Syen-Venn umgeben. Nach Norden, Osten und Süden grenzt es an Wirtschaftswege. Nach Süden schließt sich ein bewaldeter Bereich an. Der Südliche Synnvenn-Graben, der einen Teil des Synn-Venn entwässert, bevor er in die Rammelbecke mündet, entspringt hier.